# Moi et le colonel
Pour plus de détails, voir Fiche technique et Distribution.
Moi et le colonel (Me and the Colonel) est un film américain réalisé par Peter Glenville, sorti en 1958.

## Synopsis
À Paris, pendant l'invasion de la France par l'Allemagne nazie, le réfugié juif S. L. Jacobowsky cherche à quitter le pays avant qu'il ne tombe aux mains des soldats allemands. Pendant ce temps, le diplomate de Pologne, le Dr. Szicki, donne au colonel polonais antisémite et autocratique Prokoszny des informations secrètes qui doivent être livrées à Londres à une certaine date. Le débrouillard Jacobowsky, qui a dû fuir les nazis à plusieurs reprises auparavant, parvient à acheter une voiture au chauffeur du baron Rothschild. De son côté, Prokoszny réquisitionne péremptoirement la voiture mais découvre qu'il doit accepter un passager indésirable lorsqu'il découvre que Jacobowsky a eu la prévoyance de prendre de l'essence. Le couple mal assorti mais qui vient par coïncidence du même village en Pologne et l'aide-soignant du colonel, Szabuniewicz s'en vont alors que les allemands approchent.
Jacobowsky est consterné lorsque le colonel se rend pour la première fois à Reims en direction de l'armée allemande qui avance pour récupérer sa petite amie, Suzanne Roualet, une fille d'aubergiste français. Avant leur arrivée, Suzanne attire l'admiration non désirée du major allemand Von Bergen mais il est appelé avant de pouvoir mieux la connaître. Alors qu'ils fuient vers le sud, Jacobowsky commence à tomber amoureux de Suzanne et pendant un arrêt, Jacobowsky parvient à trouver au groupe de magnifiques logements dans un château en disant à son fier propriétaire royaliste que la France inoccupée va devenir une monarchie dirigée par le colonel. Plus tard, Prokoszny, complètement ivre, défie Jacobowsky en duel ce dernier parvient à désamorcer la situation. Lorsque les Allemands avec Von Bergen à leur tête arriver pour occuper le château, le quatuor s'échappe de peu.
Ils sont poursuivis mais l'aide d'une sympathique Mère Supérieure leur permet de se débarrasser de leurs poursuivants et d'atteindre un rendez-vous préétabli avec un sous-marin britannique. Cependant, le commandant du sous-marin les informe qu'il n'y a de la place que pour deux passagers. Suzanne fait alors partir le colonel et Jacobowsky, tandis qu'elle reste derrière pour combattre les envahisseurs à sa manière.

## Fiche technique
- Titre original : Me and the Colonel
- Réalisation : Peter Glenville
- Scénario : S.N. Behrman et George Froeschel, d'après la pièce de Franz Werfel, Jacobowsky and the Colonel
- Photographie : Burnett Guffey
- Musique : George Duning
- Montage : William A. Lyon et Charles Nelson
- Direction artistique : Georges Wakhevitch et Walter Holscher
- Décors : William Kiernan
- Son : George Cooper
- Montage son : Stan Callahan, Morse Opper et Evelyn Rutledge
- Assistants réalisateur : Carter De Haven Jr. et Jean Dewever
- Producteur : William Goetz
- Pays de production :  États-Unis
- Format : noir et blanc — 1,85:1 — 35 mm — son mono
- Genre : comédie
- Durée : 109 minutes
- Dates de sortie :
  - États-Unis : octobre 1958
  - France : 1er octobre 1958[1]
- Affiche : Georges Kerfyser (France)

## Distribution
- Danny Kaye : S.L. Jacobowsky
- Curd Jürgens : colonel Prokoszny
- Nicole Maurey : Suzanne Roualet
- Françoise Rosay : Mme Bouffier
- Akim Tamiroff : Szabuniewicz
- Martita Hunt : la mère supérieure
- Alexander Scourby : major Von Bergen
- Liliane Montevecchi : Cosette
- Ludwig Stössel : docteur Szicki
- Gérard Buhr : le capitaine allemand
- Franz Roehn : M. Girardin
- Celia Lovsky : Mme Arle
- Clément Harari : un homme de la Gestapo
- Alain Bouvette : le chauffeur de Rothschild
- Albert Godderis : M. Gravat
- Karen Lenay : Denise
- Eugene Borden : Pierre Michel
- Maurice Marsac : le lieutenant français
- Jacques Bertrand : un porteur
- Mathilde Casadesus : une secrétaire
- Jean Clarieux : un soldat français
- Robert Dalban : Pierre Michel
- Maurice de Canonge : Hollander
- Jean Del Val : un vieux gentilhomme
- Jacques Dhery : un fonctionnaire de l'aéroport
- Micheline Gary : une jeune religieuse
- Peter Glenville : le commandant du sous-marin britannique
- Colin Mann : le fonctionnaire des passeports
- Jenny Orléans : une religieuse
- Pailette : Mme Girardin
- André Pradel : le porteur
- Marcelle Ranson-Hervé : une secrétaire
- Jack Ary, Otto Reichow et Werner Reichow : les sergents allemand
- Rudy Lenoir, Guy Rolland : les civils allemands
- Henry Rowland : un capitaine allemand
- Roger Saget : un chauffeur de taxi
- Martine Toscane : une religieuse
- Ivan Triesault : le vice-consul polonais
- Jean Vinci : un employé espagnol
- Hugues Wanner : un général allemand
- Jean Werner et Richard Winckler : les soldats allemands

## Distinctions

### Récompenses
- Golden Globe du meilleur acteur dans un film musical ou une comédie pour Danny Kaye en 1959[2]

### Nominations
- Golden Globe de la meilleure comédie et Golden Globe de la meilleure promotion pour l'entente internationale pour Peter Glenville en 1959[2]